# 聖ヴィート大聖堂
座標: 北緯50度05分27秒 東経14度24分03秒 / 北緯50.09083度 東経14.40083度

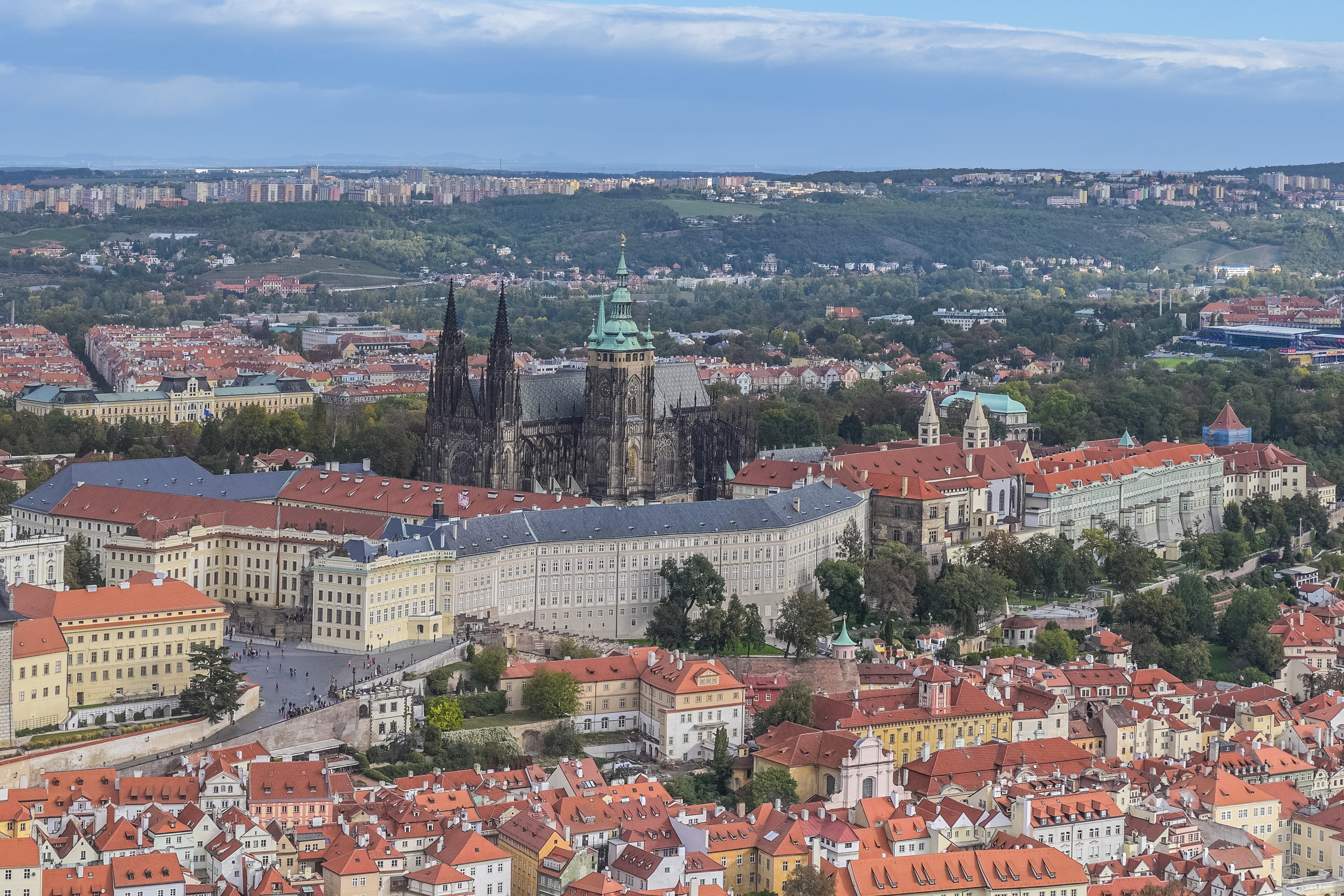
聖ヴィート大聖堂。大聖堂全体がプラハ城の中に位置する

南から望む。メインタワーとゴールデンゲート。 ゴシック様式のメインタワーは、他のゴシック様式の教会と同様、バロック様式で仕上げられている。

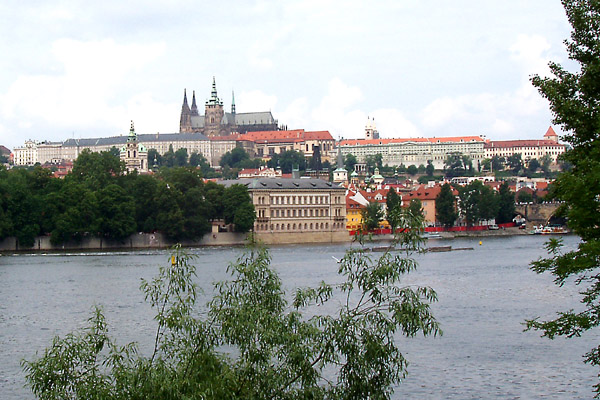
ヴルタヴァ川上流から大聖堂と城を望む。

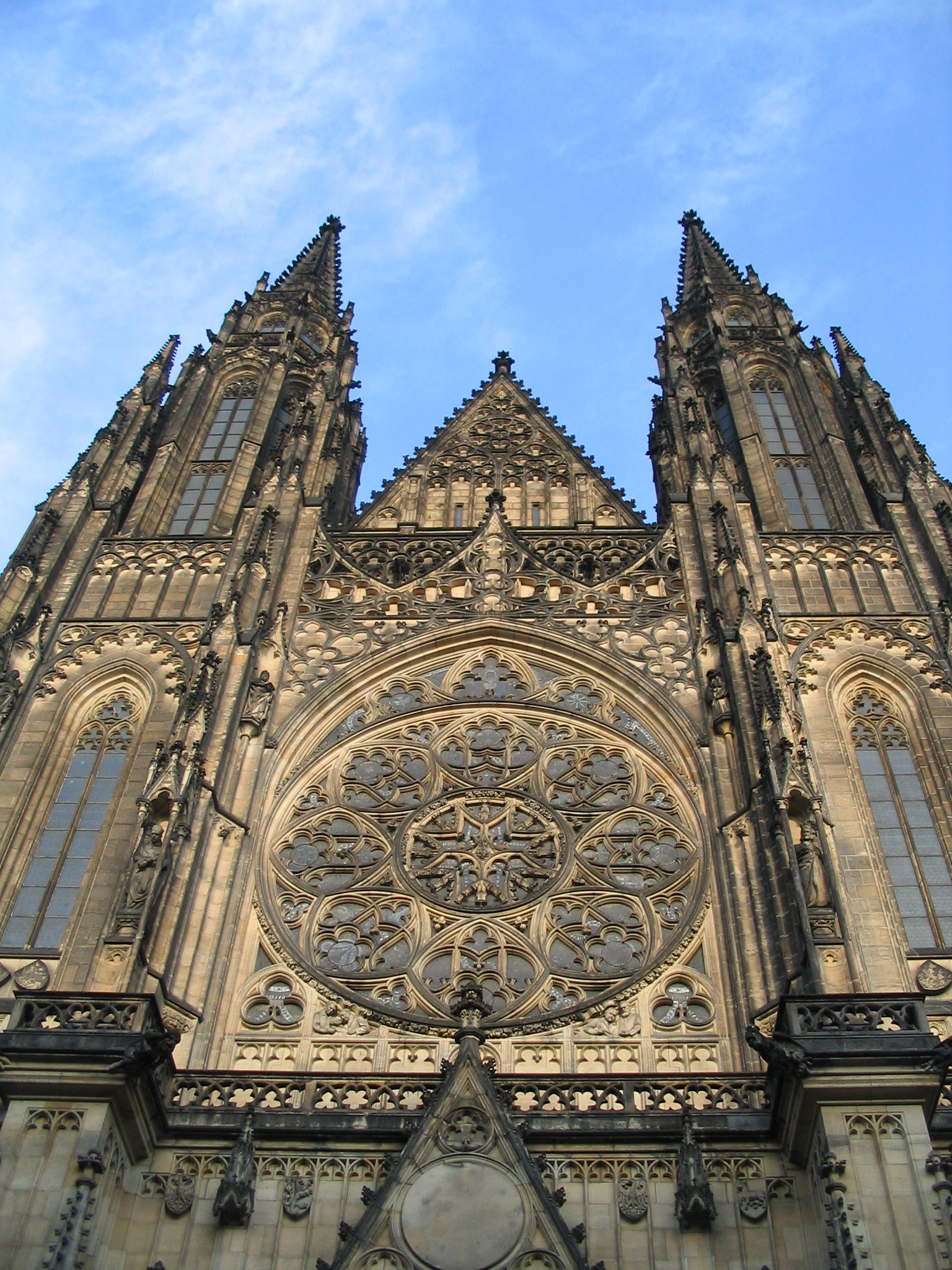
大聖堂の正面とバラ窓。

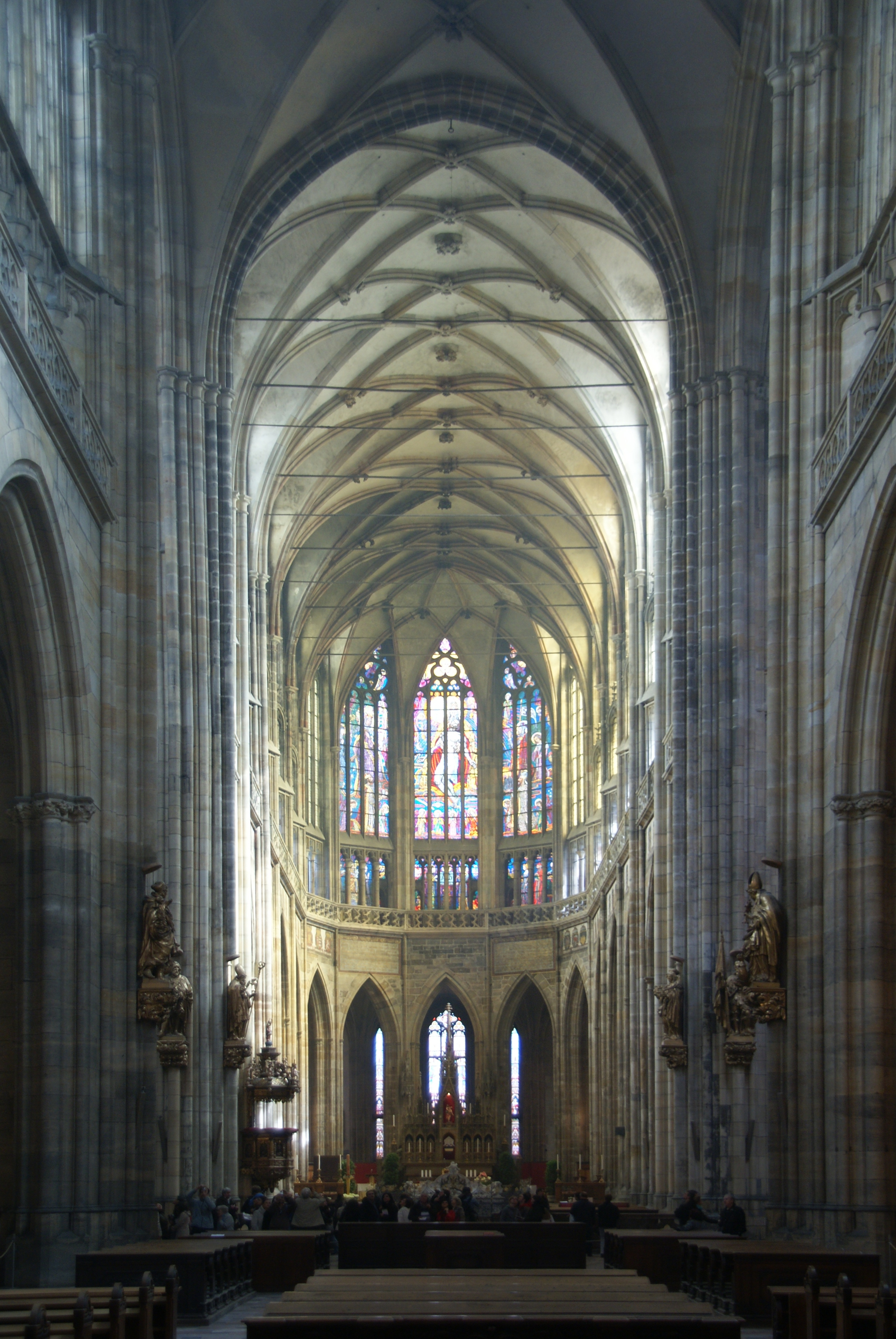
クロッシングからクワイヤまで続くヴォールトのジグザグ模様

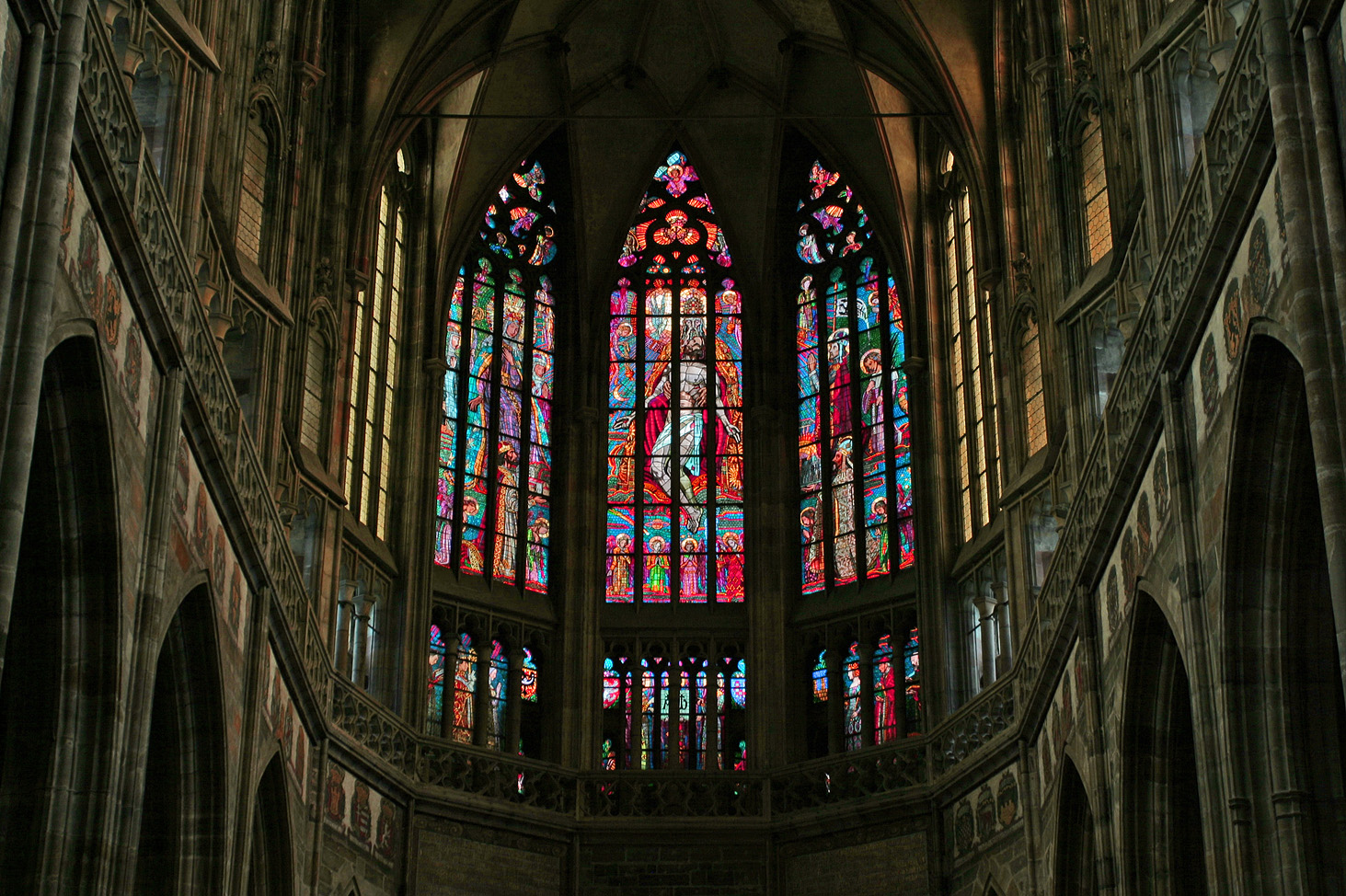
大聖堂内側の複雑なステンドグラス

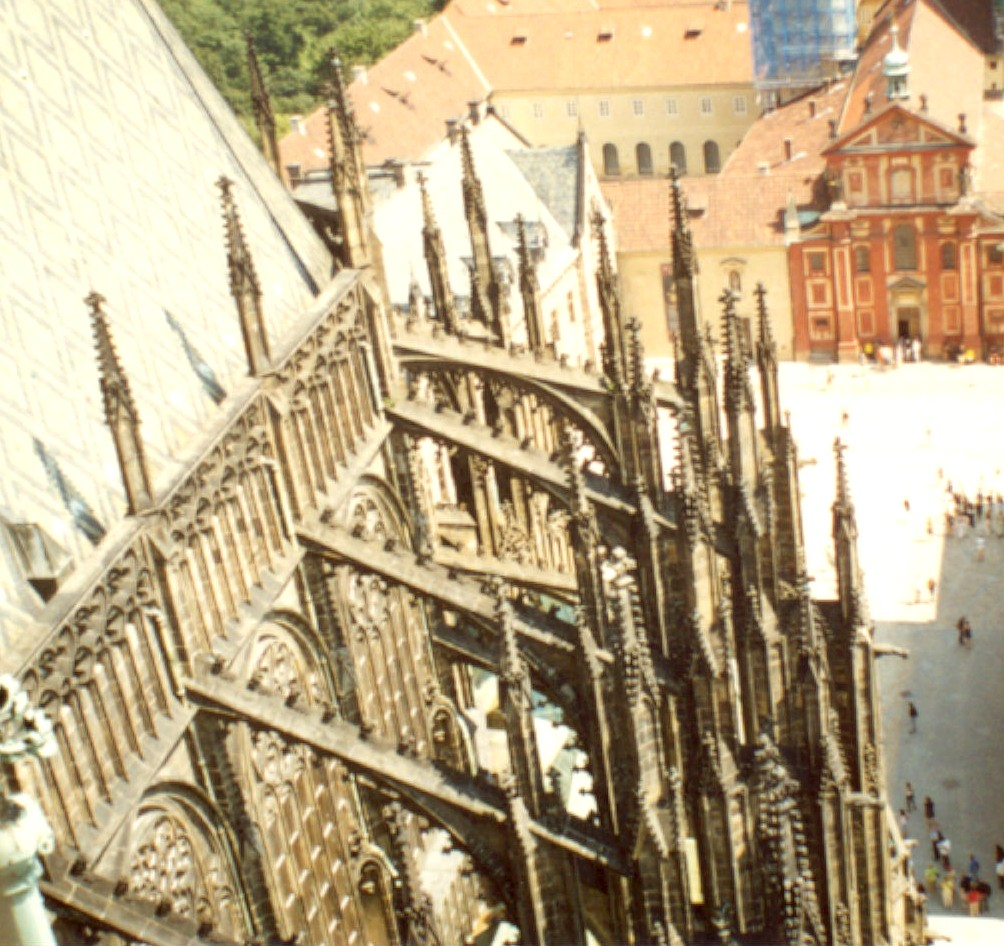
クワイヤを支えるフライング・バットレスと小尖塔を、メインタワーから望む

聖ヴィート大聖堂（せいヴィートだいせいどう、チェコ語: Katedrála svatého Víta）は、チェコのプラハにある大聖堂で、プラハ大司教の司教座聖堂である。大聖堂の正式名称は「聖ヴィート、聖ヴァーツラフ、聖ヴォイテフ（Vojtěch）大聖堂」である。プラハ城の内側に位置し、多くのボヘミア王の墓を有する。この大聖堂はゴシック建築の代表例であり、チェコで最も大きくて重要な教会である。正面に82メートルの2本の塔、中ほどに99メートルの鐘楼が立っている。大聖堂の内部は、天井の高さ34メートル、幅60メートル、奥行き124メートルの大空間である。

## 起源
大聖堂が現在ある場所に最初の教会（これもまた聖ヴィートに捧げられていた）が建てられたのは925年のことで、ボヘミア公のヴァーツラフ1世（聖ヴァーツラフ）によって初期ロマネスク様式のロトンダ（円形建築)が建設された。聖ヴィートが守護聖人として選ばれたのは、ヴァーツラフが東フランク王ハインリヒ1世から聖遺物、すなわち「聖ヴィートの腕」を与えられたからである。また同時にヴァーツラフは、民衆がキリスト教への改宗に抵抗を感じないよう、スラヴ神話の太陽神スヴァンテヴィト（Svantevit）によく似た響きを持つ名前の聖人を選んだともいう。二つの宗教人口は、キリスト教徒が増加し、土着の宗教人口は減少したが、少なくとも11世紀まではプラハ城内に共存していた。
1060年にはプラハに司教区が置かれた。小さなロトンダでは熱心な信者に対応しきれなくなり、スピチフニェフ2世は大規模な教会の建築に乗り出した。典型的ロマネスク様式のかなり大きなバシリカが、同じ場所に建設された。まだ完全には解明されてはいないが、側廊が3本のバシリカとクワイアが2つ、西の翼廊につながる塔が1対という規模だと多くの専門家は考えている。大聖堂のデザインは神聖ローマ帝国のロマネスク様式であり、ヒルデスハイムの聖ミカエル教会やシュパイアー大聖堂に似ている。ロトンダの南アプスが新しい教会の東翼廊に取り込まれたのは、そこに聖ヴァーツラフ、すなわち聖ヴァーツラフの墓があったためで、彼はこのときからチェコの王子の守護聖人となった。司教の邸宅もまた新しい教会の南に建てられ、12世紀中ごろにはかなり広げられて大きなものとなった。

## 大聖堂のゴシック様式
現在のゴシック様式の大聖堂は1344年の11月21日に設立され、これよりプラハ司教区は大司教区に上げられた。その後援者には、大聖堂の首席司祭をリーダーとする参事会、パルドゥビツェのアルノスト大司教、とりわけボヘミア王で神聖ローマ皇帝にもなったカレル1世が挙げられる。カレルは新しい大聖堂を、即位式を行う教会、一族の地下納骨堂、王国で最も貴重な遺物の保管庫、そして守護聖人ヴァーツラフの最後の休息地であり巡礼地となるよう取り計らった。
最初の建築家として、フランス人アラスのマティアがアヴィニョンの教皇庁宮殿から召喚された。マティアは、フレンチ・ゴシック様式を取り入れて、建物のレイアウト全般をデザインした。例えば身廊が3本のバシリカとフライング・バットレス（飛び梁）、短い翼廊、ベイが5つのクワイヤ、回廊のある十角形のアプス、放射状の礼拝室である。しかし彼の生前に建設されたのは、クワイヤの東端の部分、アーケードと回廊だけであった。後期フレンチゴシックに特有な垂直性の乏しさ、頑ななまでの大きさへの傾倒が彼の功績を今日に伝えている。
マティアが1352年に世を去ると、新しい建築家が大聖堂の仕事を引き継いだ。これがペトル・パルレーシュで当時わずか23歳、シュヴァーベンのグミュントにあるハイリゲン・クロイツ教会の建築家の息子だった。パルレーシュは最初、前任者の残した計画通りに動いて、クワイヤの北に聖器保管室を、南に教会堂を作った。マティアが未完のまま残した部分を完成させると、自分自身のアイデアにしたがって仕事を続けた。パルレーシュの大胆で革新的なデザインは、建築にゴシック要素に新しい独特な風合いをもたらした。これが顕著に表れているのが、クワイヤに彼がデザインしたヴォールトである。いわゆるパルレーシュのヴォールト、もしくはネット・ヴォールトでは、クワイヤのベイを斜めに横切るリブが、古典的なゴシック様式の交差ヴォールトのように1本ではなく、2本ある。網目状にリブが交差するためネット・ヴォールトと呼ばれ、ヴォールトをかなり補強することができる。それらのリブが天井装飾にリズム感を生み、ヴォールトのベイとあいまって、大聖堂の長辺にダイナミックなジグザグパターンを生み出す。
アラスのマティアが幾何学者として学問を修め、上記のように厳密な均衡を強調して数学的で明快な配置をデザインしたのに対し、パルレーシュは彫刻家兼木彫師として修行した。彼は建築を彫刻とみなし、まるで石の造形を楽しんでいるかのようだった。かなり大胆に作ったヴォールト以外にも、彼の作品の特異性は様々な箇所に見られる。ピラーのデザインは古典的な釣鐘型の柱で、盛期ゴシックではほぼ忘れ去られたものである。また新しい聖ヴァーツラフ礼拝堂の巧妙な丸天井のヴォールト、クリアストーリの壁の波型、バットレスの隠れたトレサリーのパネルの特異性も挙げられる。独自のトレサリーには常に異なった装飾が施されて二つとして同じものがない。パルレーシュが建設を担当している間は、コーベルや通路の窓の横木のように建築彫刻が重要視され、特にトリフォリウムの胸像には、王族や聖人、プラハの司教、パルレーシュ自身を含む二人の建築家の顔が彫られている。
しかし大聖堂の作業の進行はかなり遅かった。皇帝はパルレーシュに、他の多くのプロジェクトを大聖堂と同時期に課しており、プラハに新しくカレル橋を架けたり、チェコ全域に多くの教会を建設したりしていたからである。1397年にペトル・パルレーシュが逝去したときには、クワイヤと翼廊部分だけが完成していた。
ペトル・パルレーシュの死後、彼の息子のヴェンツェル・パルレーシュとヨハン・パルレーシュが作業を引き継いだ。彼らの後は、名工ペトリルクが引き継いだが、彼はパルレーシュの工房の職人でもあったというのが衆目の一致するところである。彼ら3人の名匠の下、翼廊と南側の大塔が完成した。そして塔と南の翼廊をつなぐ破風も完成した。通称ゴールデン・ゲート、上部に「最後の審判」の金色のモザイクがあるためそう呼ばれるこの門は、王が即位式に臨むため大聖堂へと通り抜ける入り口である。
建築過程すべては15世紀前半に起きたフス戦争の開始により停止した。ほぼ1世紀にわたって確実な作業を続けてきた工房は戦争により活動を止め、多くの絵や彫刻などの大聖堂の内装はフス派の聖像破壊運動によってかなり被害を受けた。さらに、1541年の大火が大聖堂にひどい損壊を与えた。

### 聖ヴァーツラフ礼拝堂
おそらく大聖堂で最も有名な場所は、聖遺物が保管された聖ヴァーツラフ礼拝堂である。1344年から1364年にかけてペトル・パルレーシュにより建設され、リブ・ヴォールトを有する。壁の下半分は、1300以上もの半貴石とキリストの受難が描かれた絵で美しく飾られ、その装飾のオリジナルは1372年から1373年に遡る。
壁の上半分は聖ヴァーツラフの生涯を描いた絵で、1506年から1509年にかけて作製された。壁の中央部分には、ペトルの甥のインドリヒ・パルレーシュによって1373年に作製された、聖ヴァーツラフのゴシック像がある。一般見学者は礼拝堂に近づくことはできないが、入り口から覗くことは可能である。鍵が7つ付いた小さなドアが礼拝堂の南西の隅にあり、ボヘミアの戴冠式用クラウン・ジュエルの保管庫へとつながっている。

## ルネサンスとバロック
次の世紀の間ずっと、大聖堂は作りかけの状態で建っていた。翼廊と大塔は完成したが、暫定的に壁でふさがれていた。側廊3本の身廊が建つはずの場所は木材屋根の建物になっていて、礼拝はクワイヤの内側からそこで別に開かれた。大聖堂の建設を続けようといくつかの試みがなされたが、ほとんどは失敗した。
15世紀後半になると、ウラースロー2世は偉大なルネサンス・ゴシックの建築家ベネディクト・リードに大聖堂の建設を引き継ぐよう依頼した。しかし始まってすぐに、資金不足のため作業は打ち切られた。大聖堂を完成させようとするその後の試みは、ルネサンスとバロックの要素をゴシックの建築に持ち込むばかりであった。もっとも顕著な例は南塔の尖塔と、北の翼廊にある大きなオルガンで、明らかにバロック様式を示している。

## 19世紀〜20世紀における完成

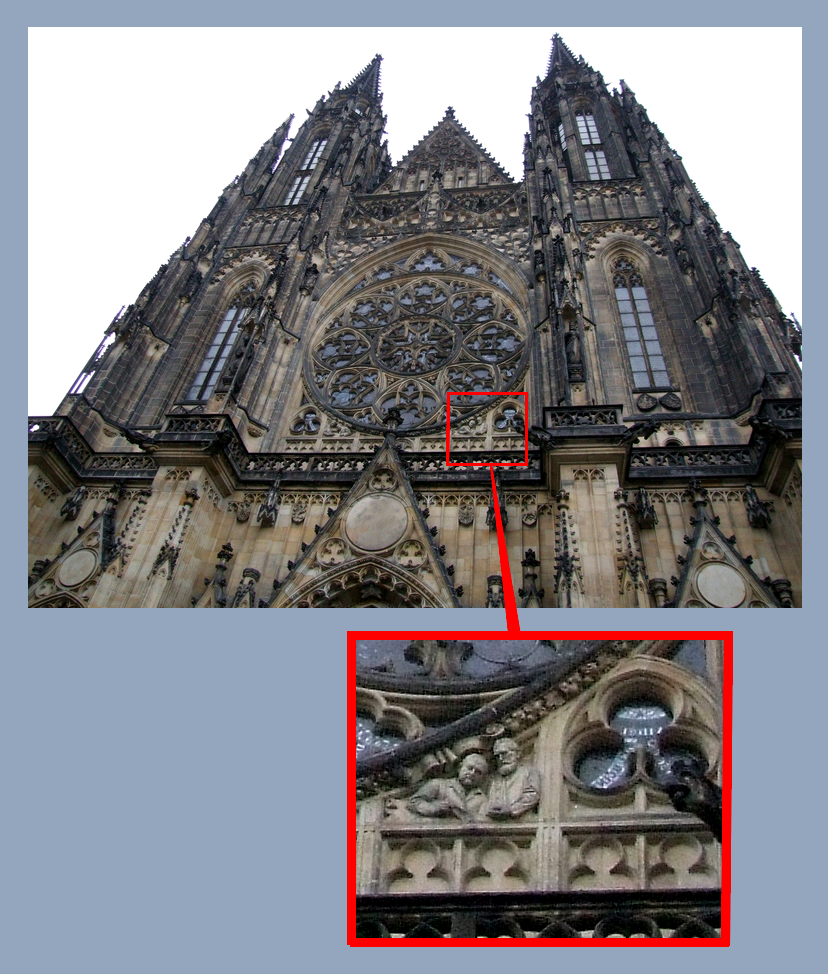
20世紀の建築家がネオ・ゴシック的要素と並んで見られる

1844年プラハで開かれたドイツ人建築家の集会で、ヴァーツラフ・ペシーナは、ネオ・ゴシック建築家のヨゼフ・クランナーと共に、大聖堂の改築と完成の目指すプログラムを発表した。同じ年、「プラハの聖ヴィート大聖堂を完成させる連合」が結成され、「すべてが台無しになってスタイルが不調和な」状態からなんとか脱却することをめざした。ヨゼフ・クランナーは1861年から1866年にかけて修復作業のほとんどを指揮し、不必要なバロックの装飾を取り除いて内装を補修していた。
1870年にはついに身廊の土台が新しく作られ、1873年にクランナーが世を去ると、建築家のヨセフ・モッカーが再建を引き継いだ。彼は西のファサードに、典型的な盛期ゴシックの様式で2つの塔を設計し、彼の死後もそのデザインは、3人目にして修復に携わった最後の建築家カミル・ヒルベルトによって引き継がれた。

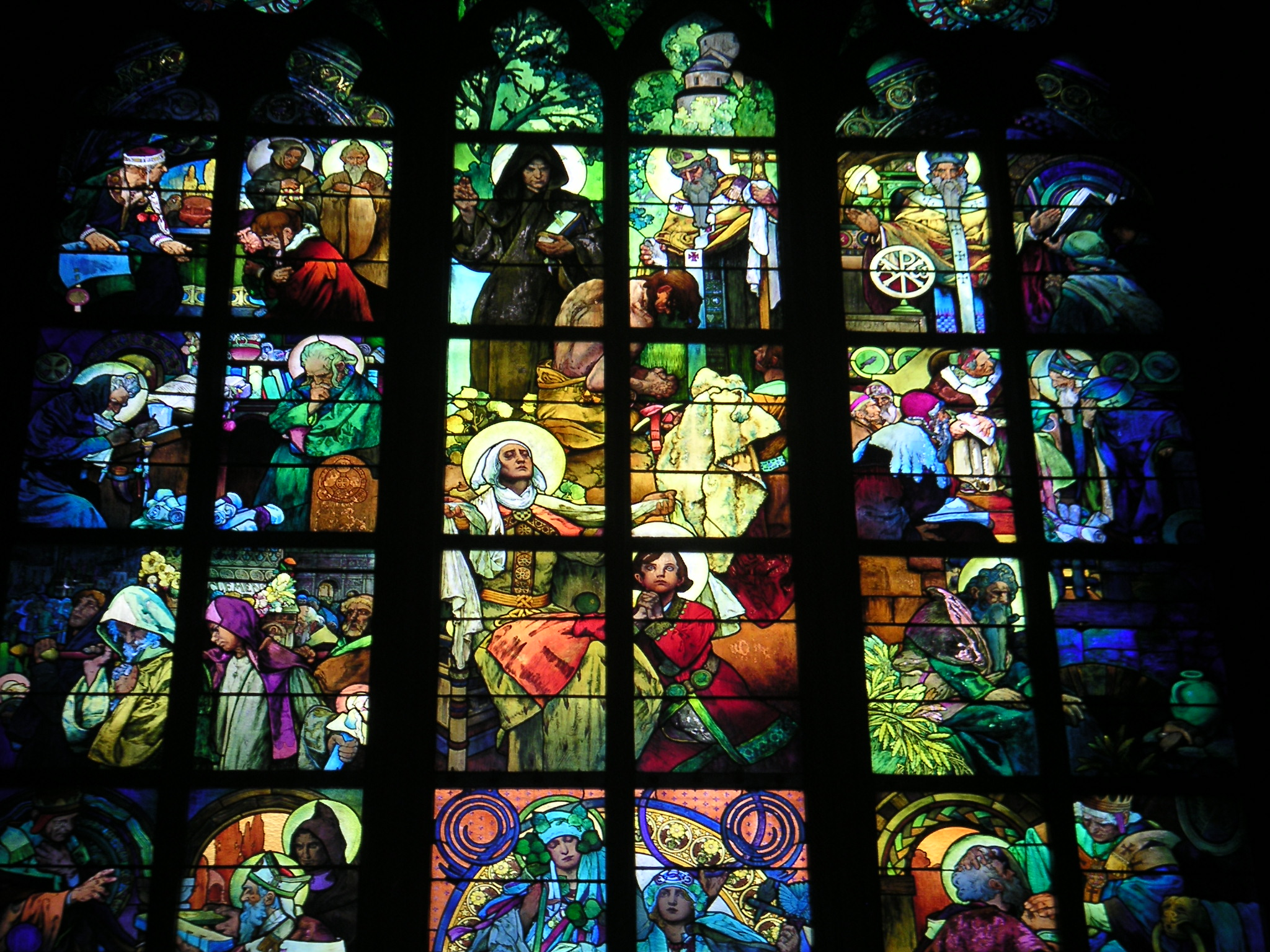
ミュシャのステンドグラス

ゼツェッシオンのチェコの有名画家アルフォンス・ミュシャが、身廊の北部の窓を新しく装飾した。バラ窓は1925年から1927年にかけて、フランティセク・キセラによってデザインされた。この入り口上部のバラ窓は、聖書の創世記のシーンを表している。聖ヴァーツラフの没後1000年に当たる1929年までに、聖ヴィート大聖堂はついに完成した。完成までには約600年が費やされたのであった。大聖堂の西半分全体がネオ・ゴシック時代に追加されたにもかかわらず、ほとんどの修復にはペトル・パルレーシュが開発したデザイン要素を踏襲したため、大聖堂によく調和した統一感がもたらされた。

## 影響
聖ヴィート大聖堂は、中欧の後期ゴシック様式の発展に大きな影響を及ぼした。パルレーシュの一族と工房のメンバーは、聖ヴィート大聖堂の建設過程で集団として確立され、中欧全体でたいへん多くの教会や建物を設計した。顕著な例としては、ウィーンのシュテファン大聖堂、ストラスブール大聖堂、ザグレブの聖マルコ教会、またチェコ国内でもクトナー・ホラの聖バルバラ教会が挙げられる。スロヴェニア、北クロアチア、オーストリア、チェコ、ポーランド、南ドイツ地域のゴシック・スタイルは、すべてパルレーシュの設計に大きな影響を受けた。
特に興味を引くのは、パルレーシュのネット・ヴォールトである。中欧の後期ゴシックは装飾的で風変わりなヴォールトで特徴付けられるが、これはパルレーシュ自身が聖ヴィート大聖堂のクワイヤで開発したヴォールトが始まりである。別の地域で広まったゴシック様式も、英国ゴシックで垂直様式といい、ヴォールトの設計にすばらしい工夫と装飾が施される。
残る疑問は、何によって影響を受けたかである。英国の芸術家と歴史建築家の幾人かは、ペトル・パルレーシュが人生のどの時点かで英国を訪れ、英国の大聖堂のゴシック建築を学んだ後、聖ヴィートの建築に携わったのかもしれないと考えている。しかし、英国で垂直様式の利点が取り入れられ、たいへん贅沢にヴォールトが使用されるようになったのは14世紀のほぼ終わりごろからのことであり、プラハの聖ヴィート大聖堂の方こそが英国ゴシックの発展に影響したということも、充分に考えられるのである。

## ギャラリー

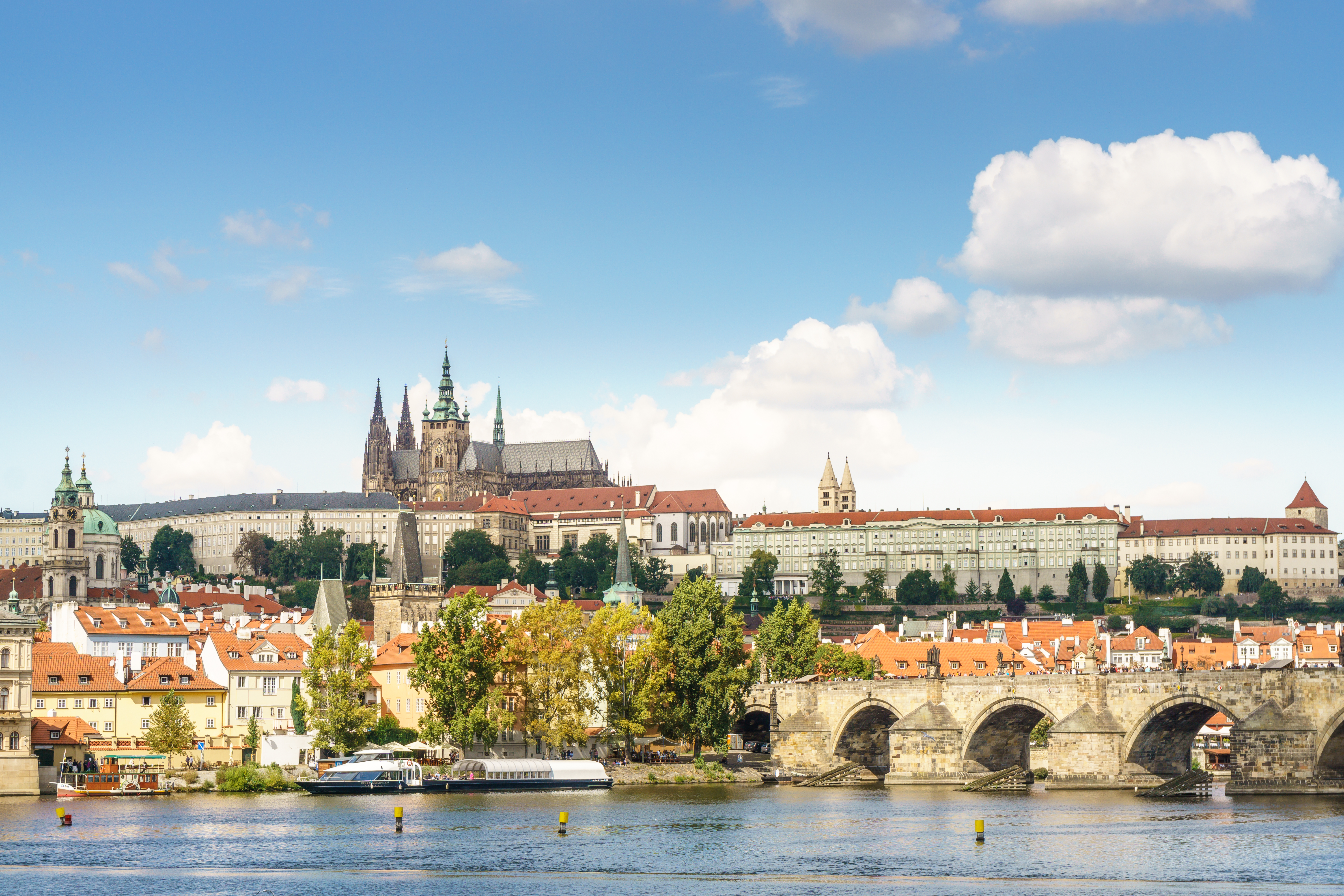
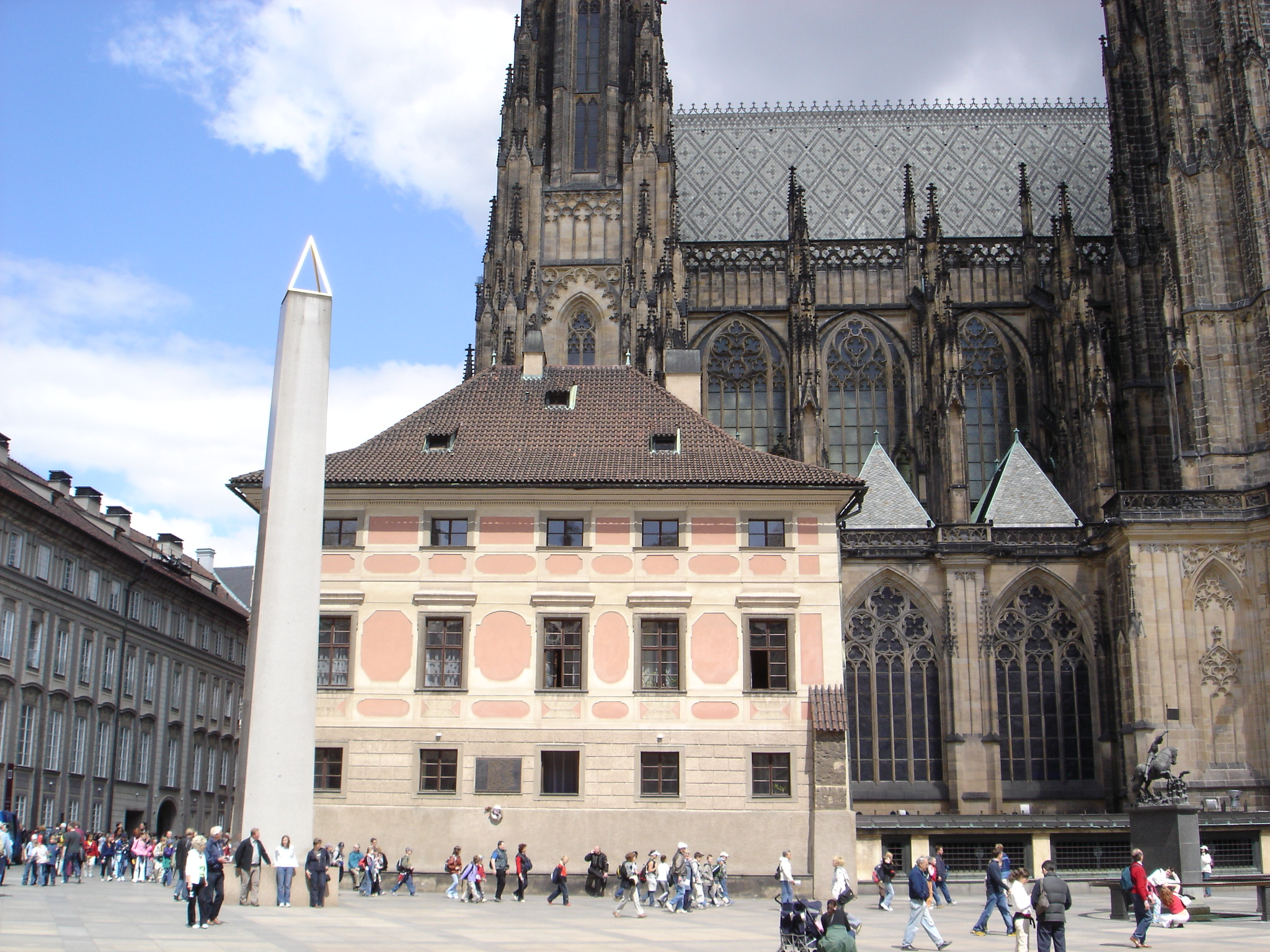
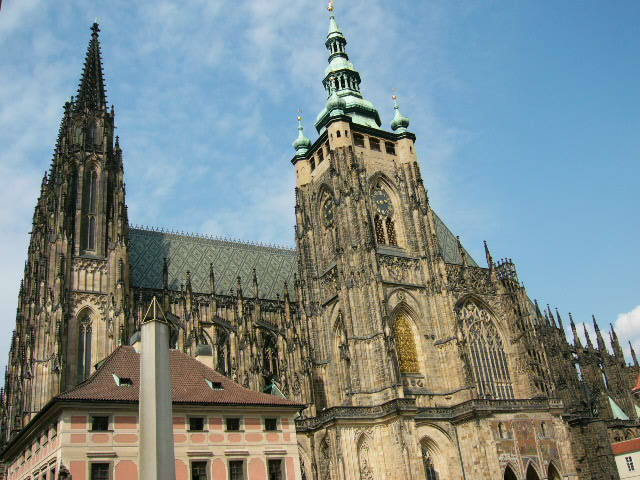
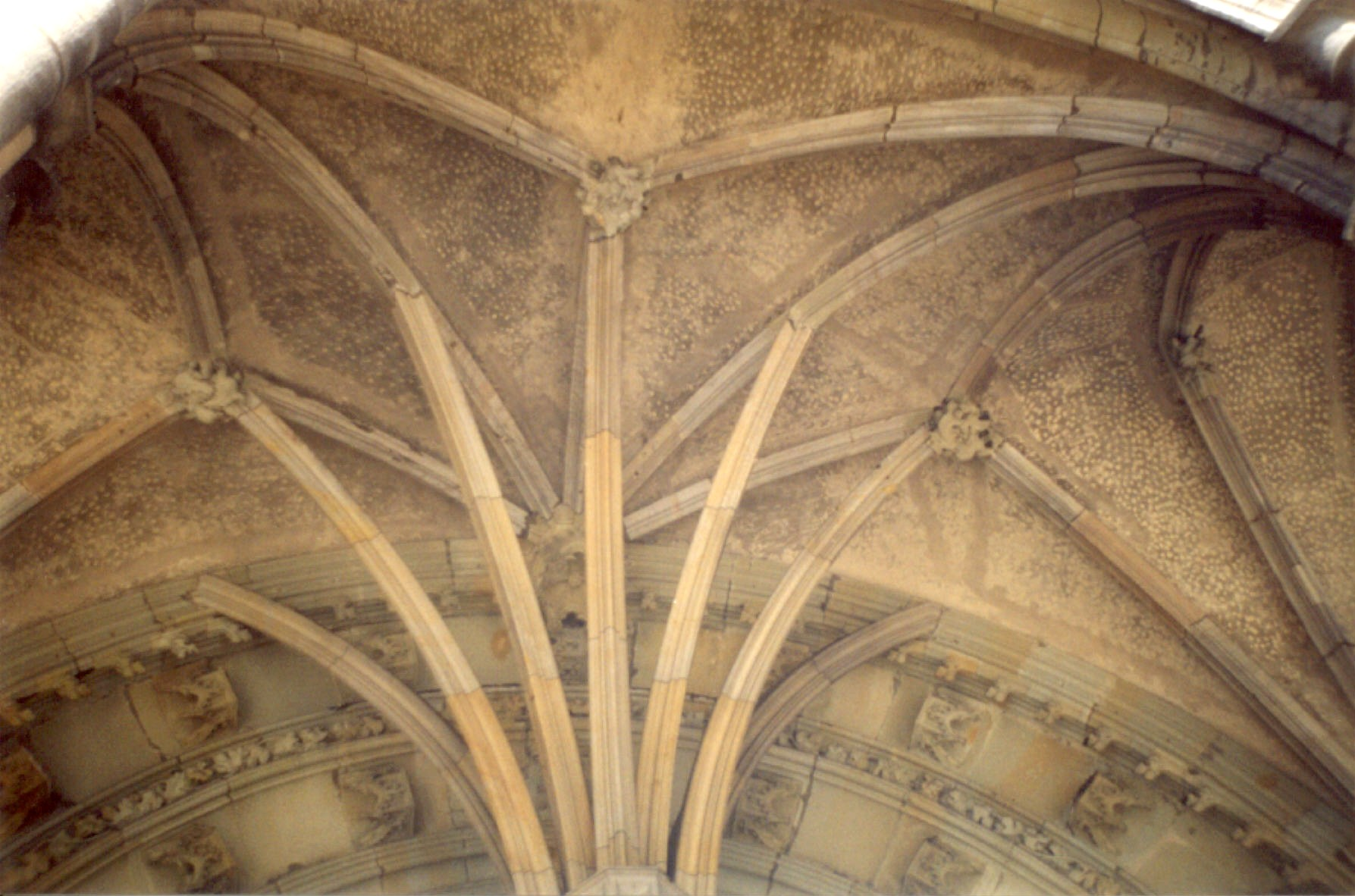
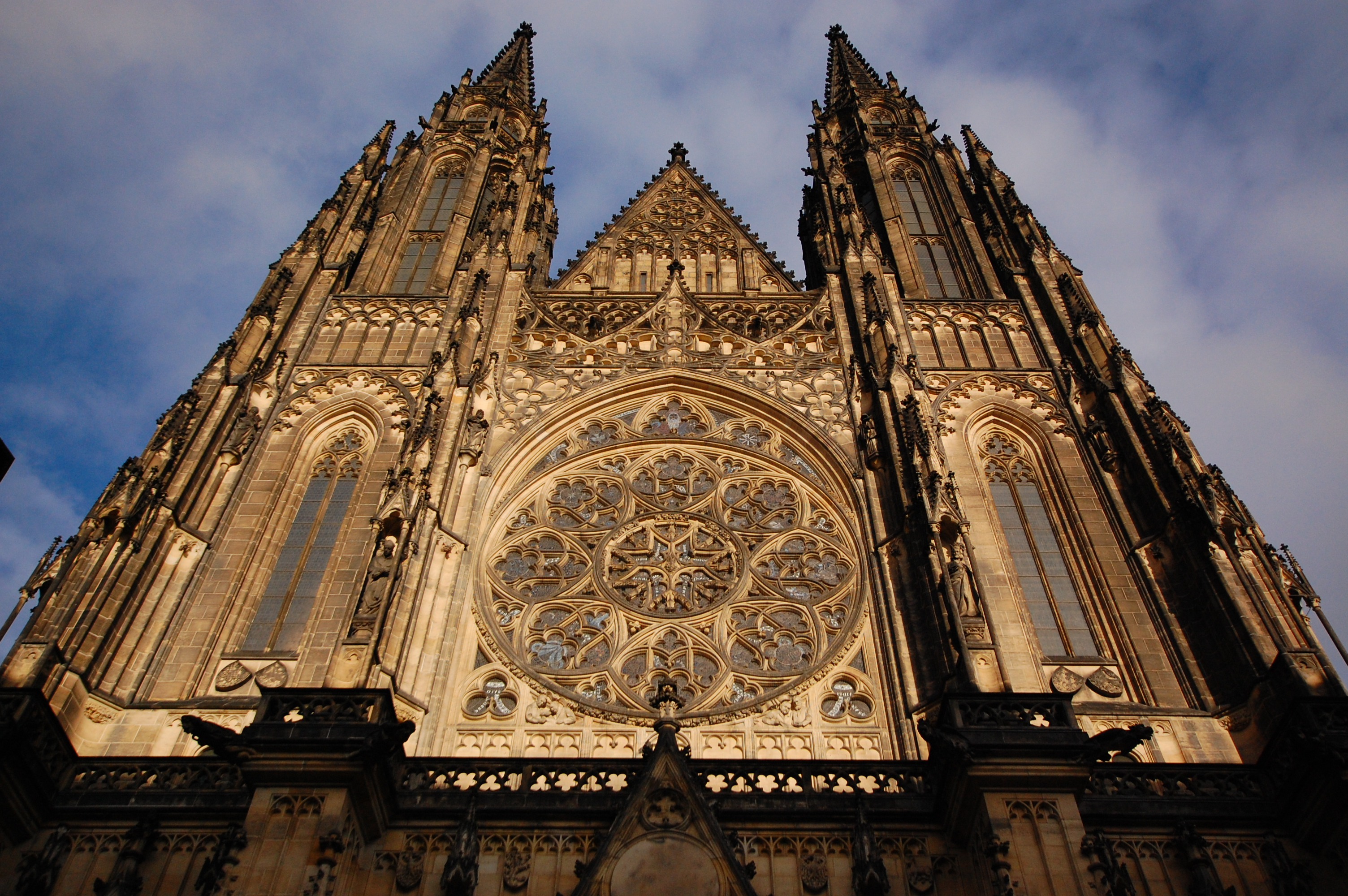
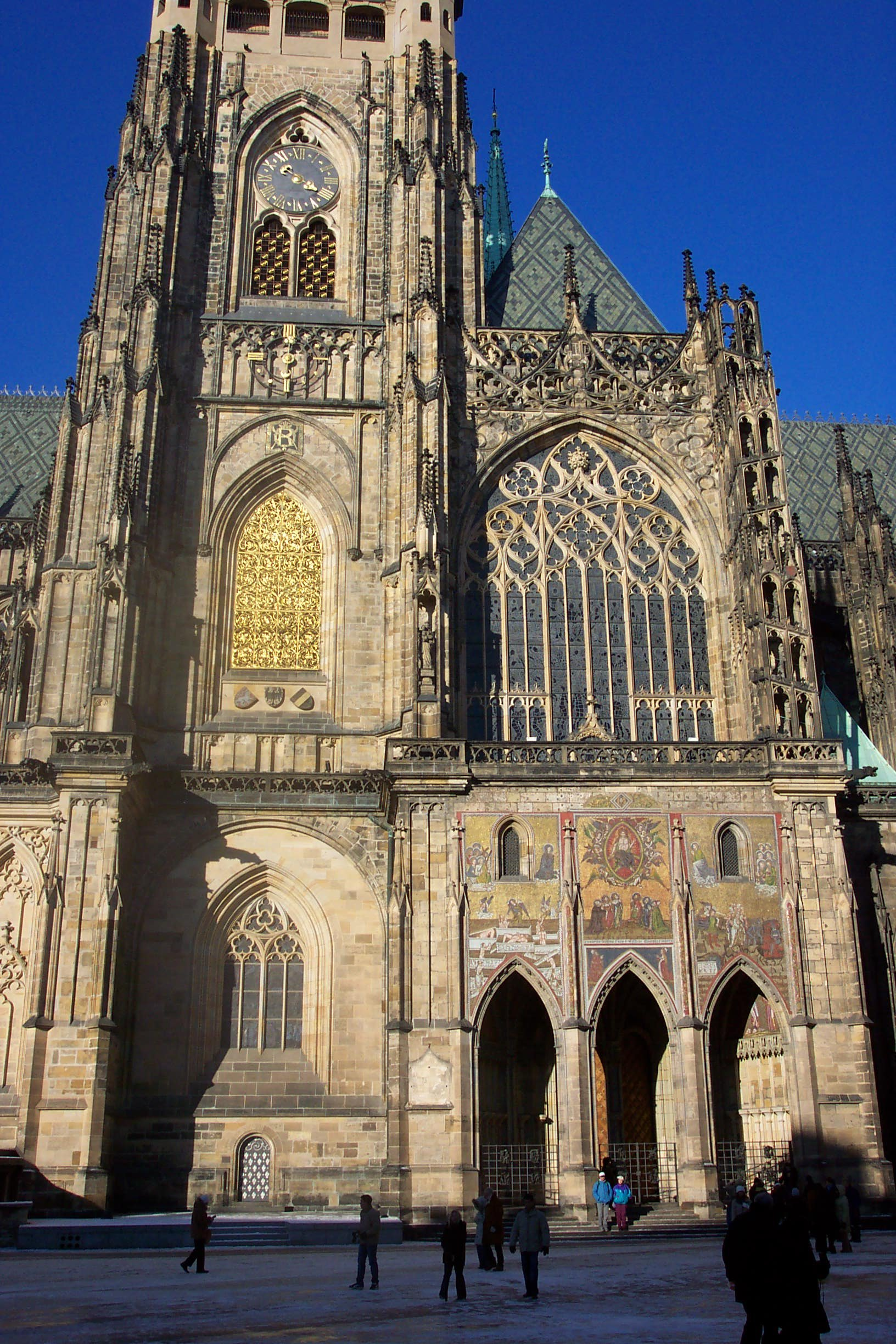
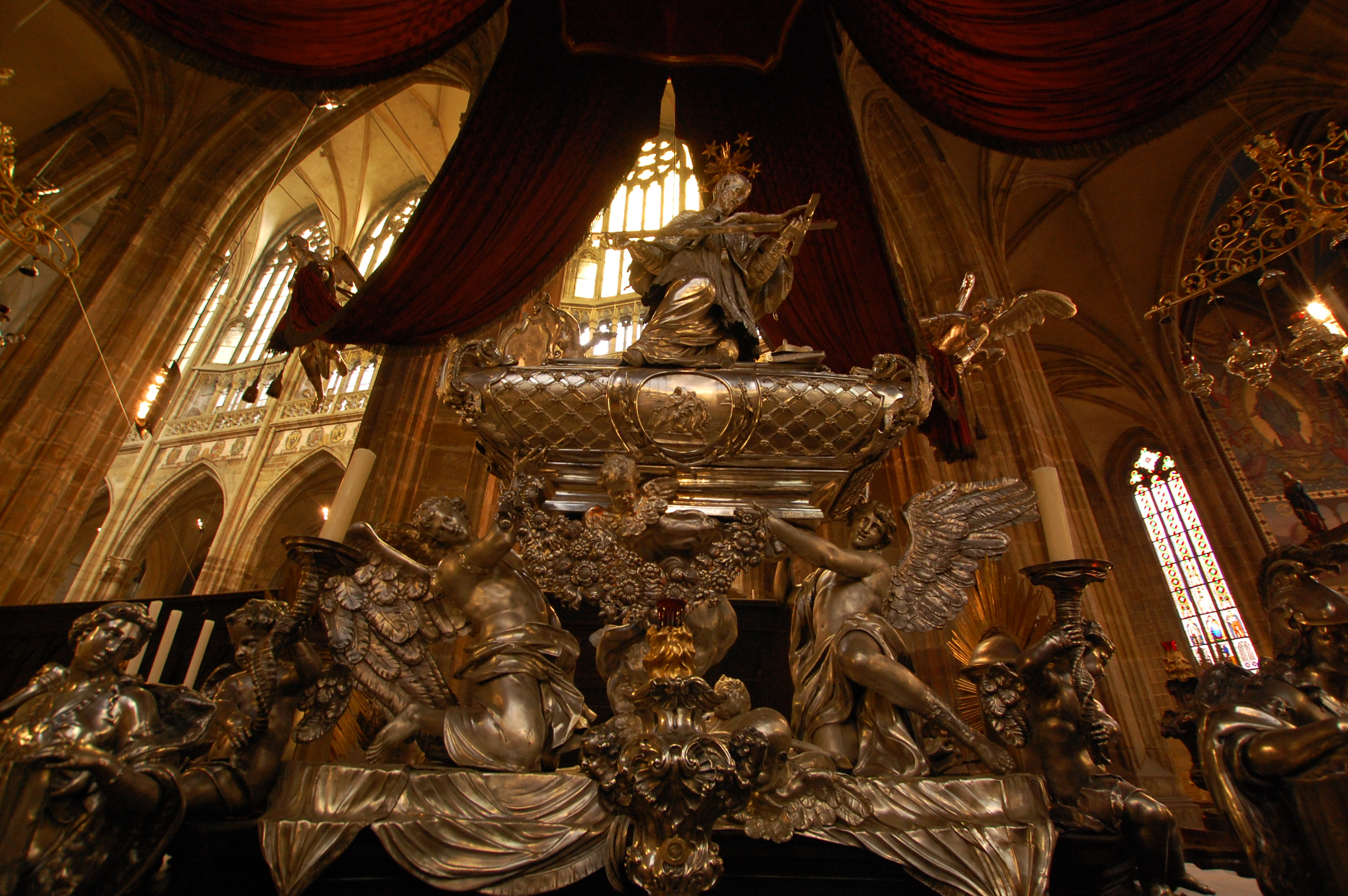
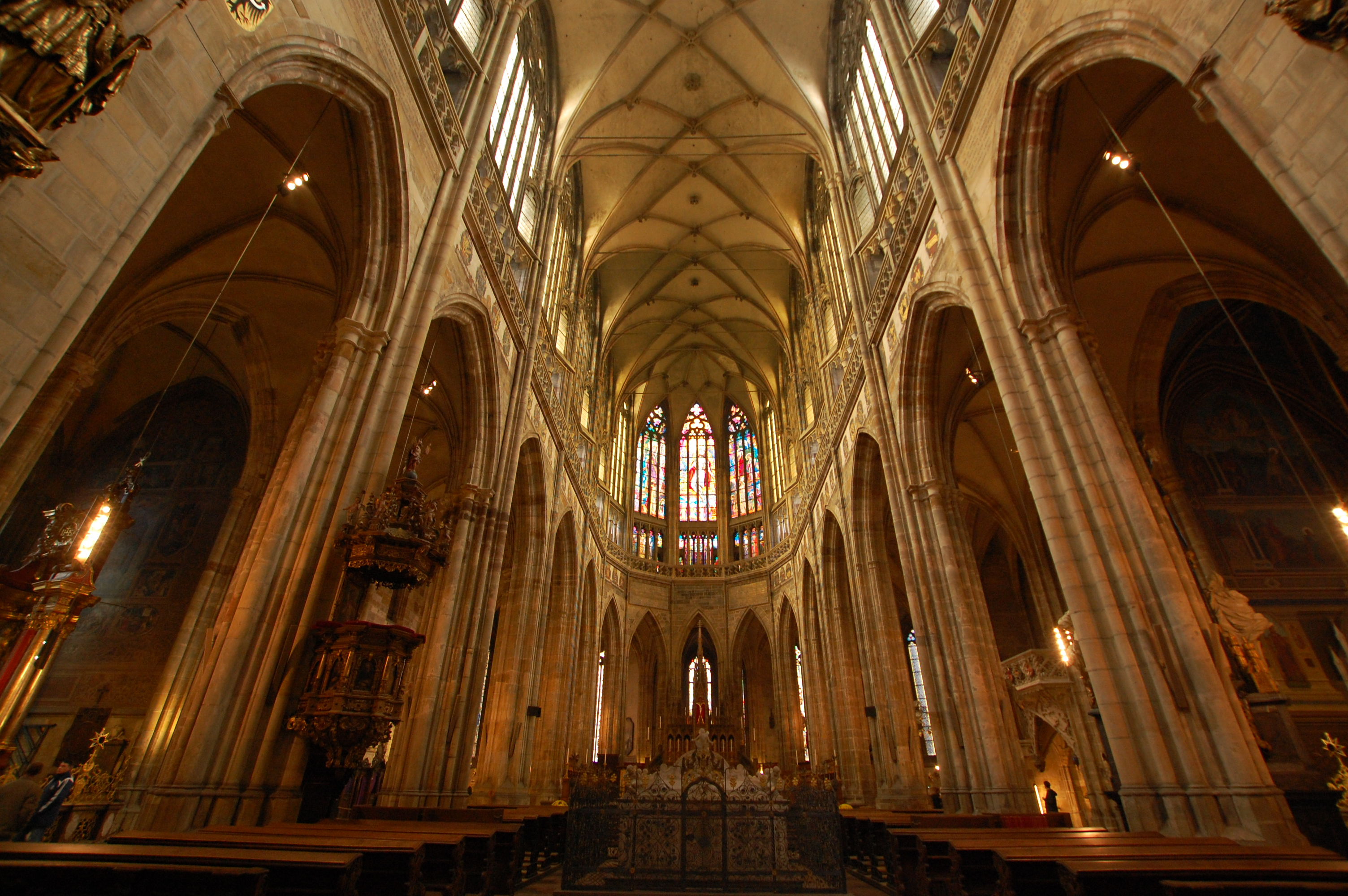